# Музей Рат

Музей Рат (фр. Musée Rath) — художественный музей в Женеве. Расположен на Новой площади.
Музей был основан сёстрами Генриеттой и Жанной-Франсуазой Рат на деньги, унаследованные ими от брата, швейцарца на русской военной службе Симона Рата (1768—1819). Строительство здания началось в 1824 г. по проекту Самюэля Воше, взявшего за образец античную храмовую архитектуру. Наряду с сёстрами Рат строительство частично финансировалось городской администрацией Женевы и завершилось в 1826 году. В 1851 г. музей полностью перешёл в собственность города.
Первоначально постоянная экспозиция сочеталась в музее с временными выставками, однако к 1875 году собственная коллекция выросла настолько, что такое совмещение стало неудобным. В 1910 году, с открытием нового Женевского музея истории и искусства, постоянная коллекция была перемещена туда, а Музей Рат стал использоваться только для выставок.
Между 1916 и 1919 годами музей был закрыт и служил штаб-квартирой Международного агентства по делам военнопленных, учрежденного Международным Комитетом Красного Креста.